# Seznam amerických křižníků

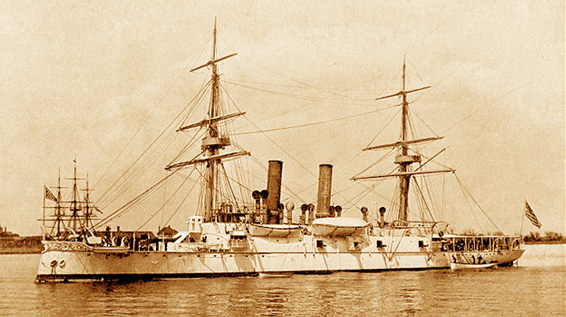
První americký křižník USS Atlanta

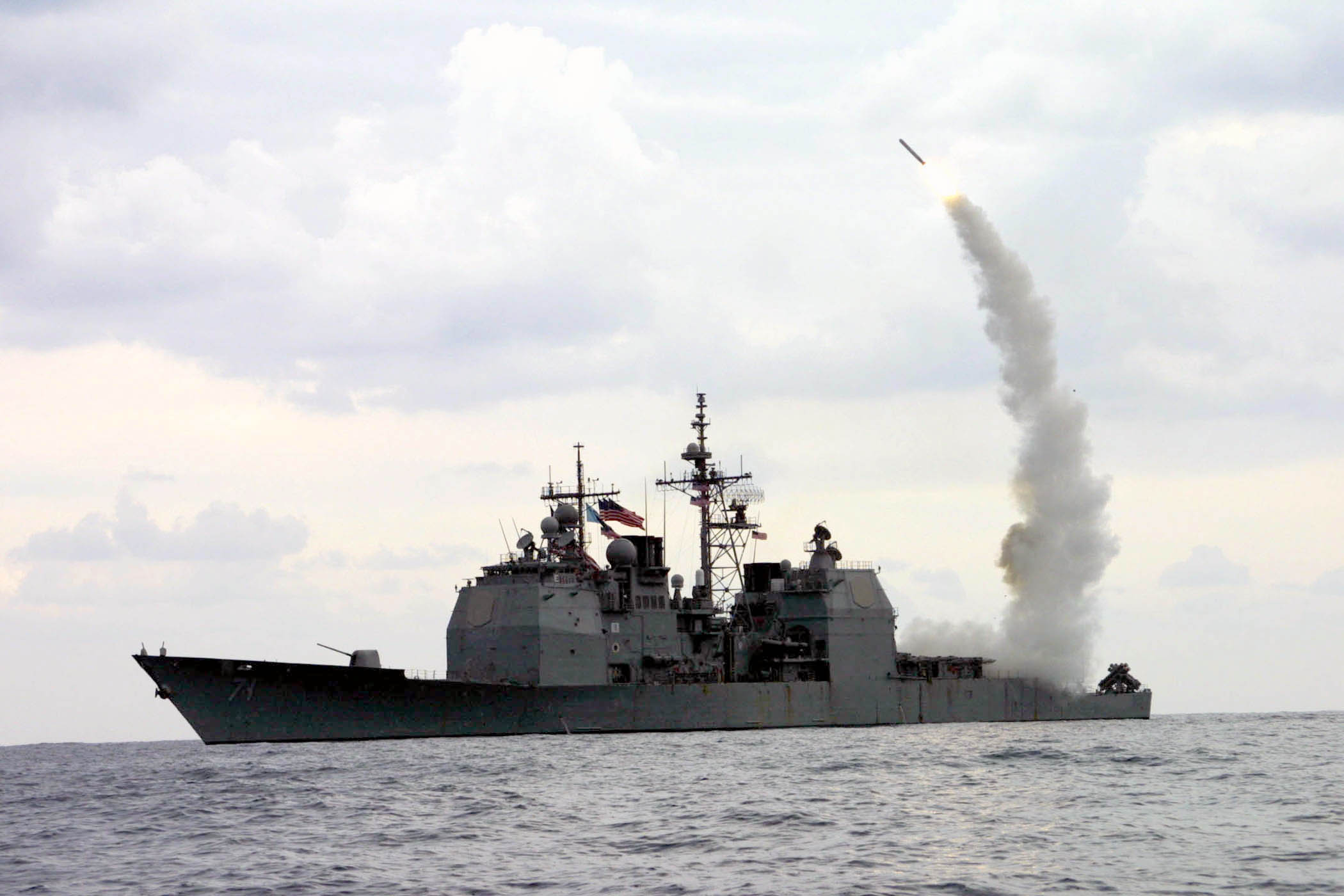
Raketový křižník USS Cape St. George

Seznam amerických křižníků zahrnuje pancéřové, chráněné, těžké, lehké a bitevní křižníky postavené pro americké námořnictvo, jakožto i starší konstrukce tímto námořnictvem jako křižníky klasifikované.

## Pomocné křižníky

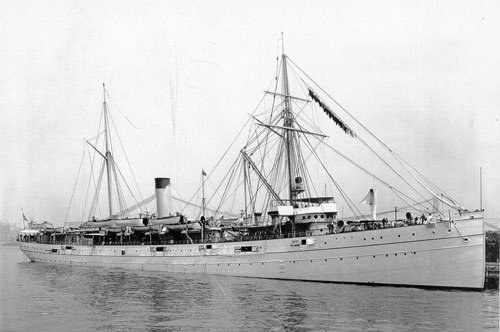
USS Buffalo

- USS Vesuvius
- USS Badger
- USS Panther
- USS Yale
- USS Prairie
- USS Buffalo
- USS Yankee
- USS Yosemite
- USS Dixie
- USS St. Louis
- USS St. Paul

## Chráněné křižníky

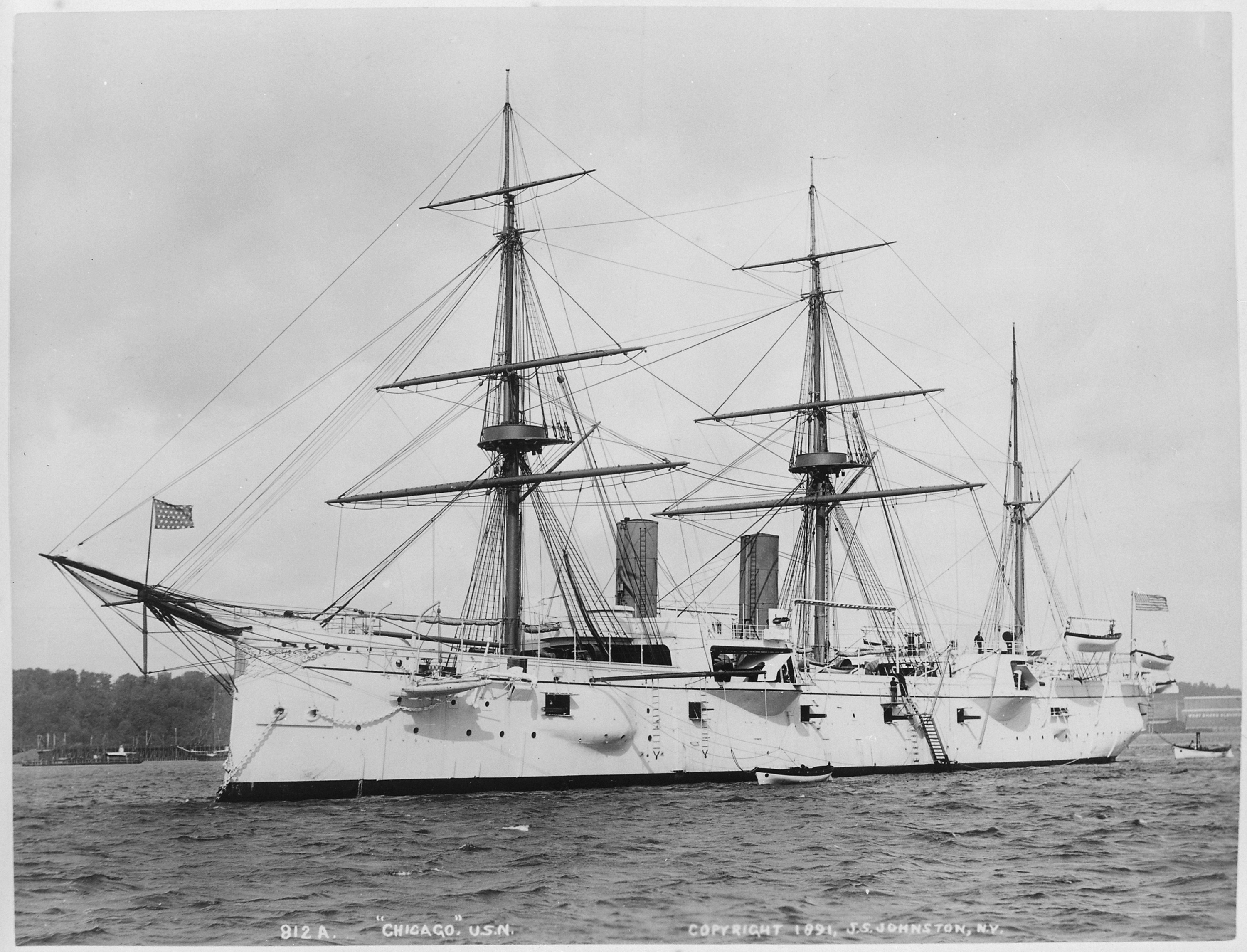
USS Chicago

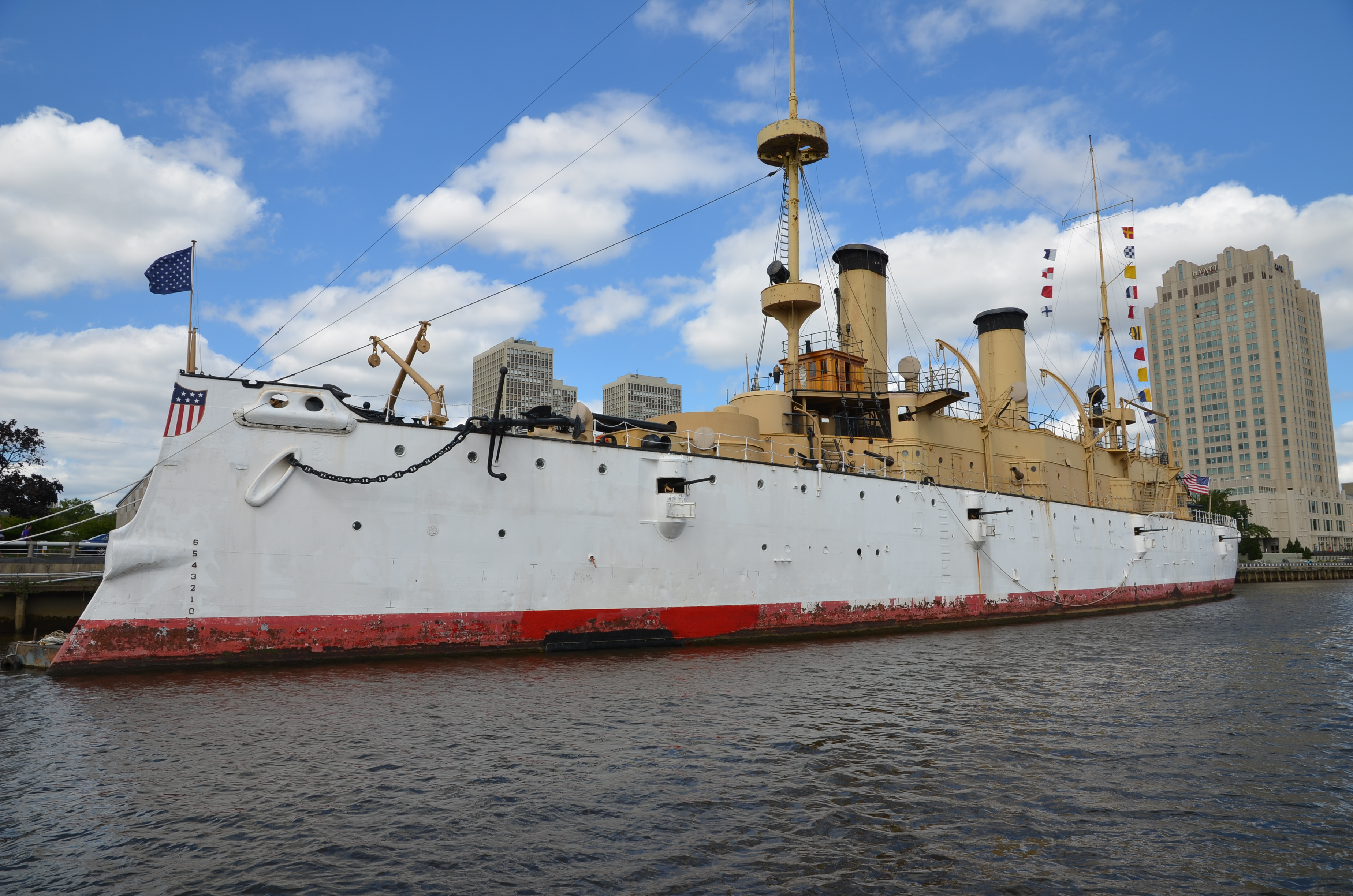
USS Olympia (C-6)

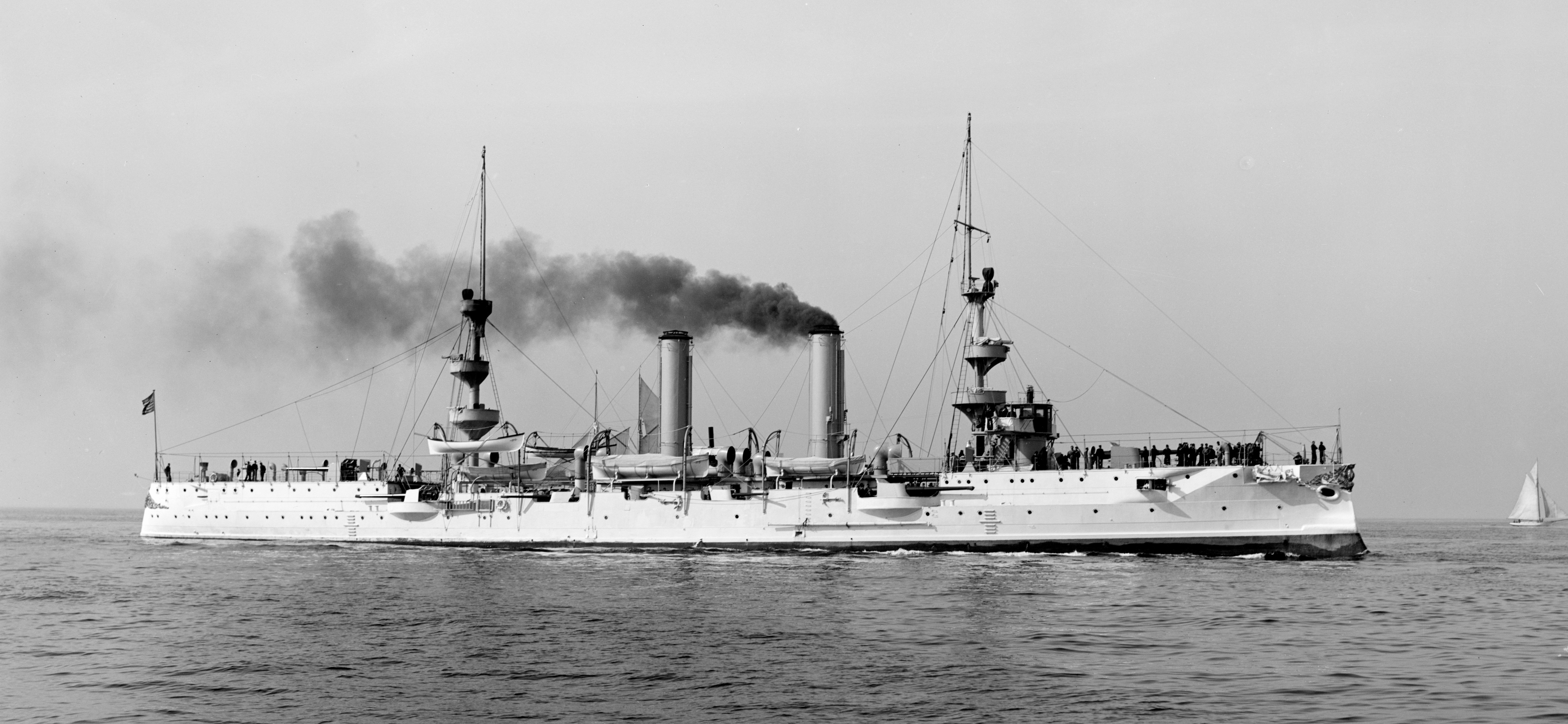
USS New Orleans (CL-22)

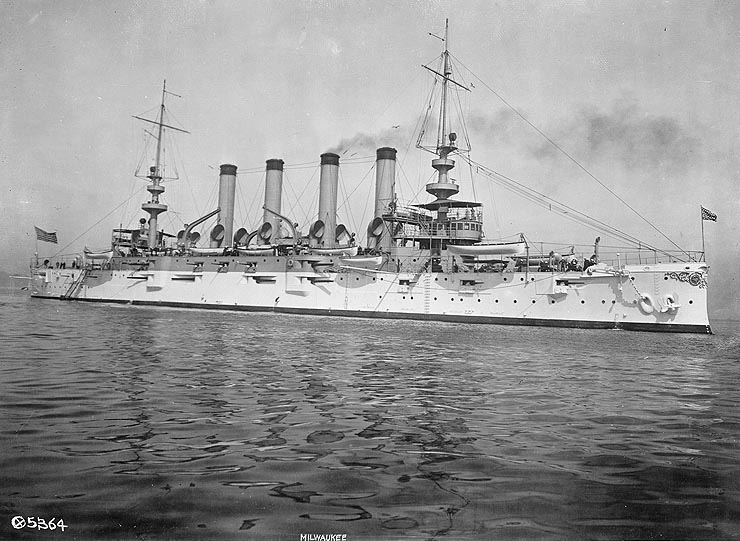
USS Milwaukee (C-21)

- Třída Atlanta
  - USS Atlanta
  - USS Boston

- USS Chicago
- USS Newark (C-1)
- USS Charleston (C-2)
- USS Baltimore (C-3)
- USS Philadelphia (C-4)
- USS San Francisco (C-5)
- USS Olympia (C-6)

- Třída Cincinnati
  - USS Cincinnati (C-7)
  - USS Raleigh (C-8)

- Třída Montgomery
  - USS Montgomery (C-9)
  - USS Detroit (C-10)
  - USS Marblehead (C-11)

- Třída Columbia
  - USS Columbia (C-12)
  - USS Minneapolis (C-13)

- Třída New Orleans
  - USS New Orleans (CL-22)
  - USS Albany (C-23)

- Třída Denver
  - USS Denver (CL-16)
  - USS Des Moines (CL-17)
  - USS Chattanooga (CL-18)
  - USS Galveston (CL-19)
  - USS Tacoma (CL-20)
  - USS Cleveland (C-19)

- Třída St. Louis
  - USS St. Louis (C-20)
  - USS Milwaukee (C-21)
  - USS Charleston (C-22)

## Pancéřové křižníky

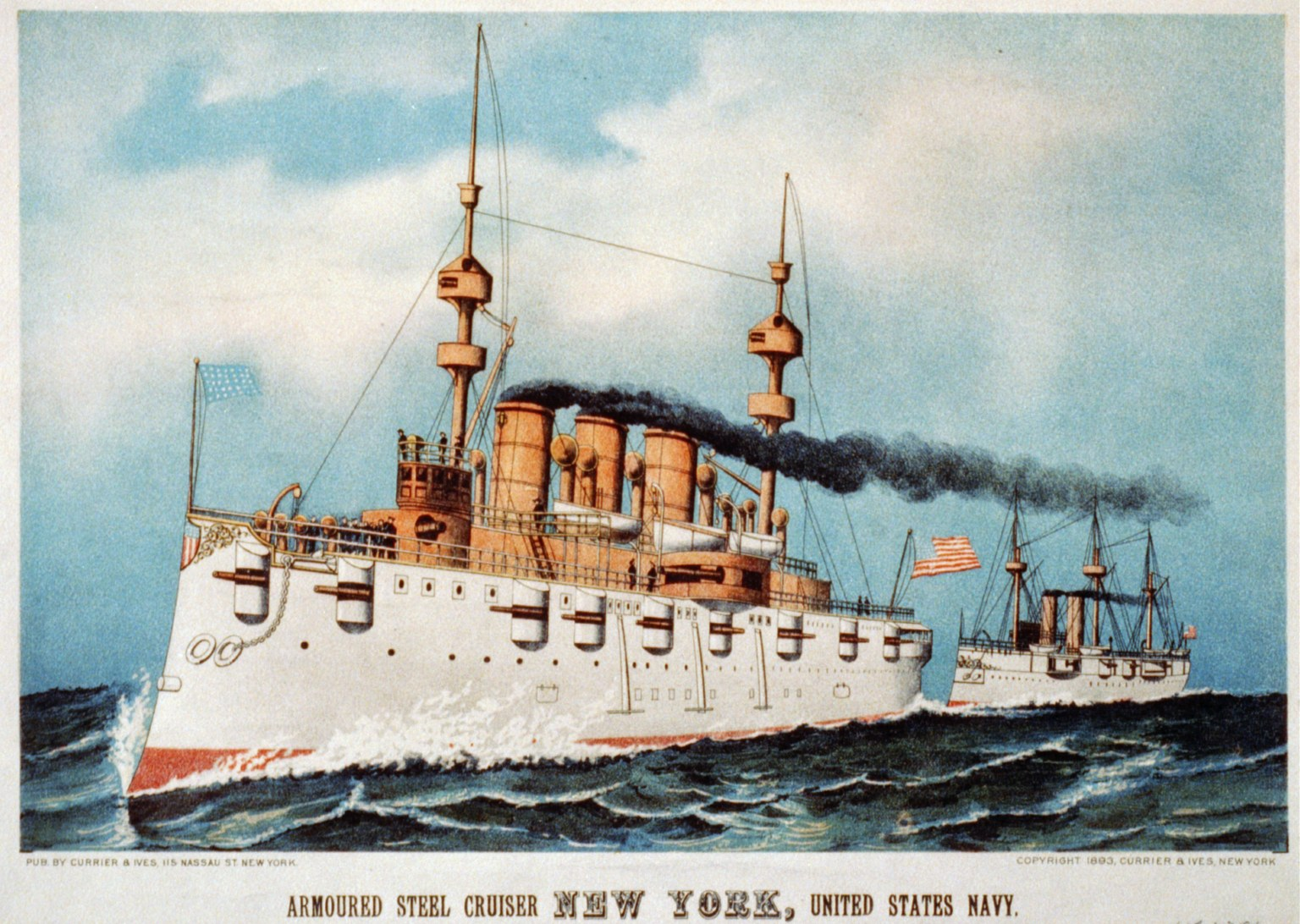
USS New York

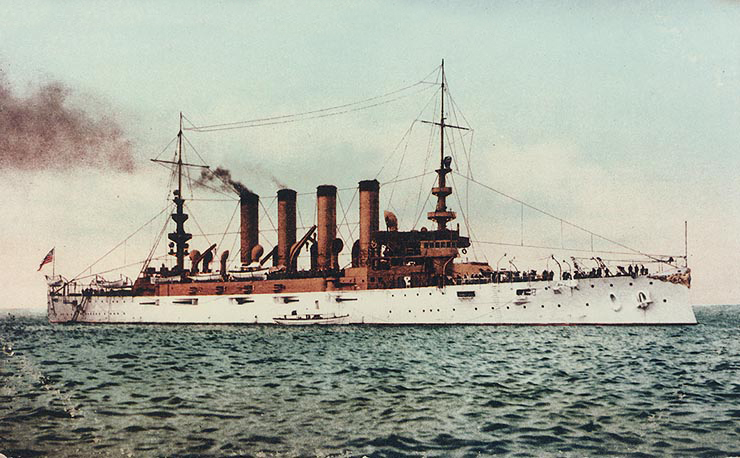
USS Pennsylvania

- USS Maine (ACR-1) (přeznačen na bitevní loď druhé třídy)
- USS New York (ACR-2)
- USS Brooklyn (ACR-3)

- Třída Pennsylvania
  - USS Pennsylvania (ACR-4)
  - USS West Virginia (ACR-5)
  - USS California (ACR-6)
  - USS Colorado (ACR-7)
  - USS Maryland (ACR-8)
  - USS South Dakota (ACR-9)

- Třída Tennessee
  - USS Tennessee (ACR-10)
  - USS Washington (ACR-11)
  - USS North Carolina (ACR-12)
  - USS Montana (ACR-13)

## Lehké křižníky
- USS Frankfurt (kořistní)

- Třída Chester
  - USS Chester (CL-1)
  - USS Birmingham (CL-2)
  - USS Salem (CL-3)

- Třída Omaha
  - USS Omaha (CL-4)
  - USS Milwaukee (CL-5)
  - USS Cincinnati (CL-6)
  - USS Raleigh (CL-7)
  - USS Detroit (CL-8)
  - USS Richmond (CL-8)
  - USS Concord (CL-10)
  - USS Trenton (CL-11)
  - USS Marblehead (CL-12)
  - USS Memphis (CL-13)

- Třída Brooklyn
  - USS Brooklyn (CL-40)
  - USS Philadelphia (CL-41)
  - USS Savannah (CL-42)
  - USS Nashville (CL-43)
  - USS Phoenix (CL-46)
  - USS Boise (CL-47)
  - USS Honolulu (CL-48)

- Třída St. Louis
  - USS St. Louis (CL-49)
  - USS Helena (CL-50)

- Třída Atlanta
  - USS Atlanta (CL-51)
  - USS Juneau (CL-52)
  - USS San Diego (CL-53)
  - USS San Juan (CL-54)
  - USS Oakland (CL-95)
  - USS Reno (CL-96)
  - USS Flint (CL-97)
  - USS Tucson (CL-98)
  - USS Juneau (CL-119)
  - USS Spokane (CL-120)
  - USS Fresno (CL-121)

- Třída Cleveland
  - USS Cleveland (CL-55)
  - USS Columbia (CL-56)
  - USS Montpelier (CL-57)
  - USS Denver (CL-58)

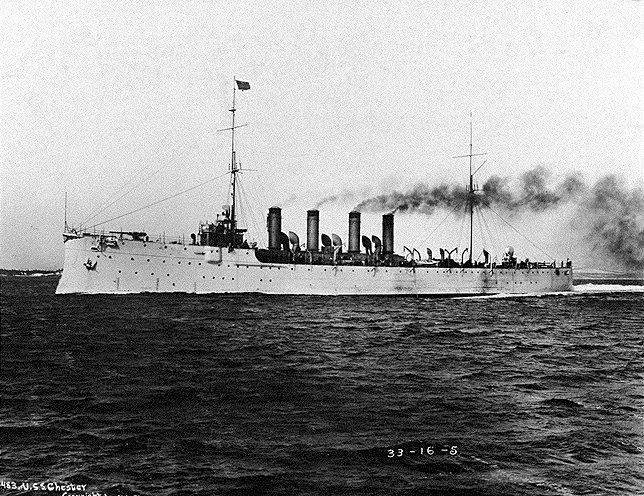
Lehký křižník USS Chester

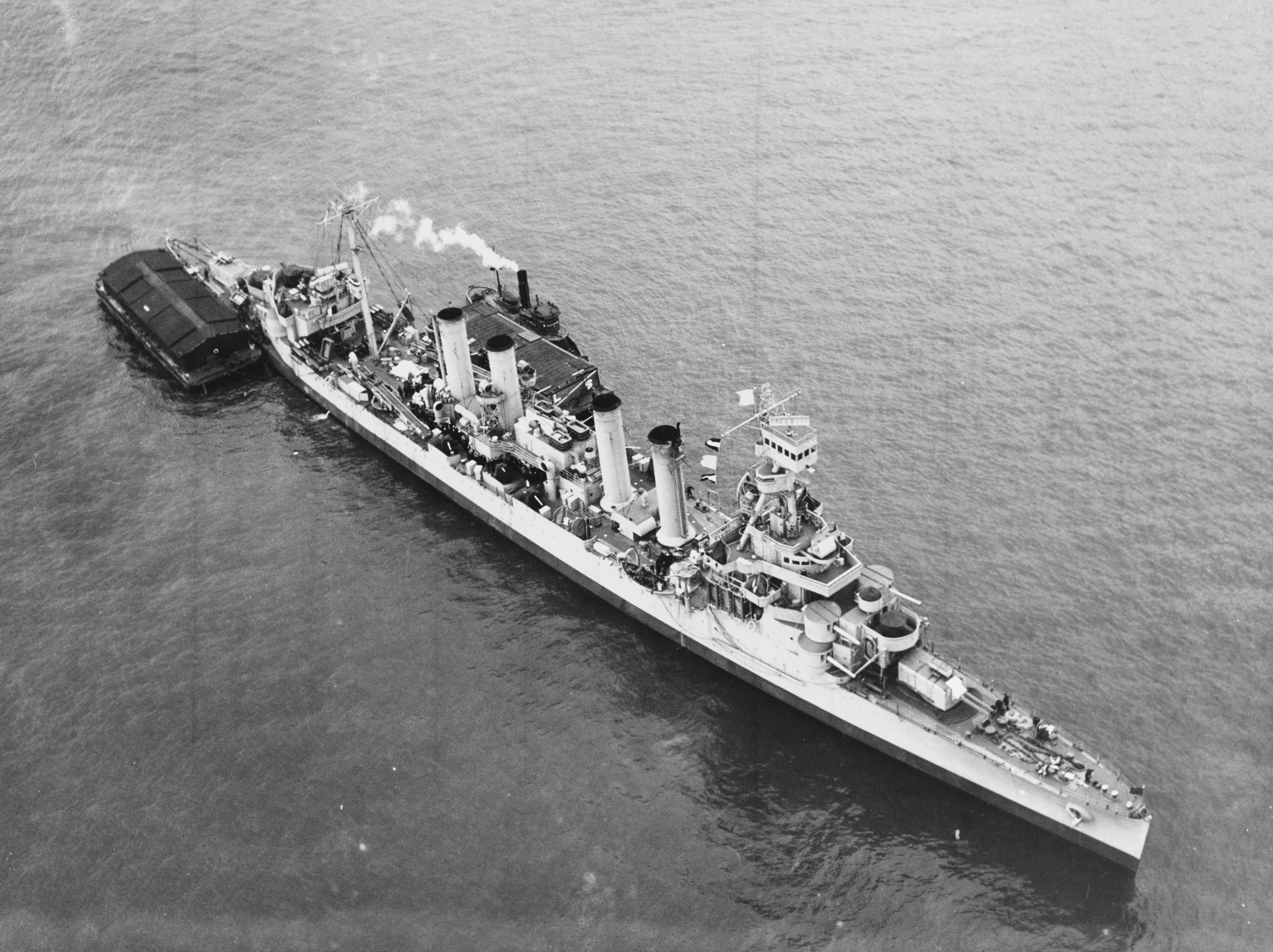
Lehký křižník USS Omaha v roce 1943

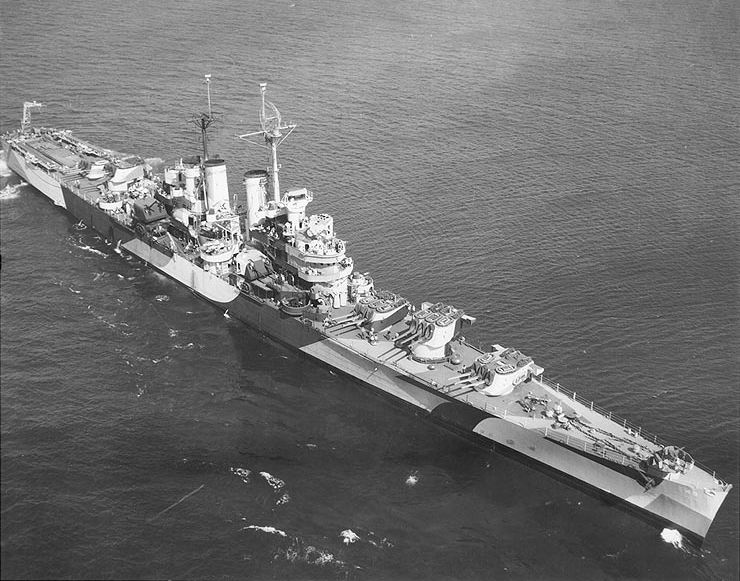
Lehký křižník USS St. Louis v roce 1944

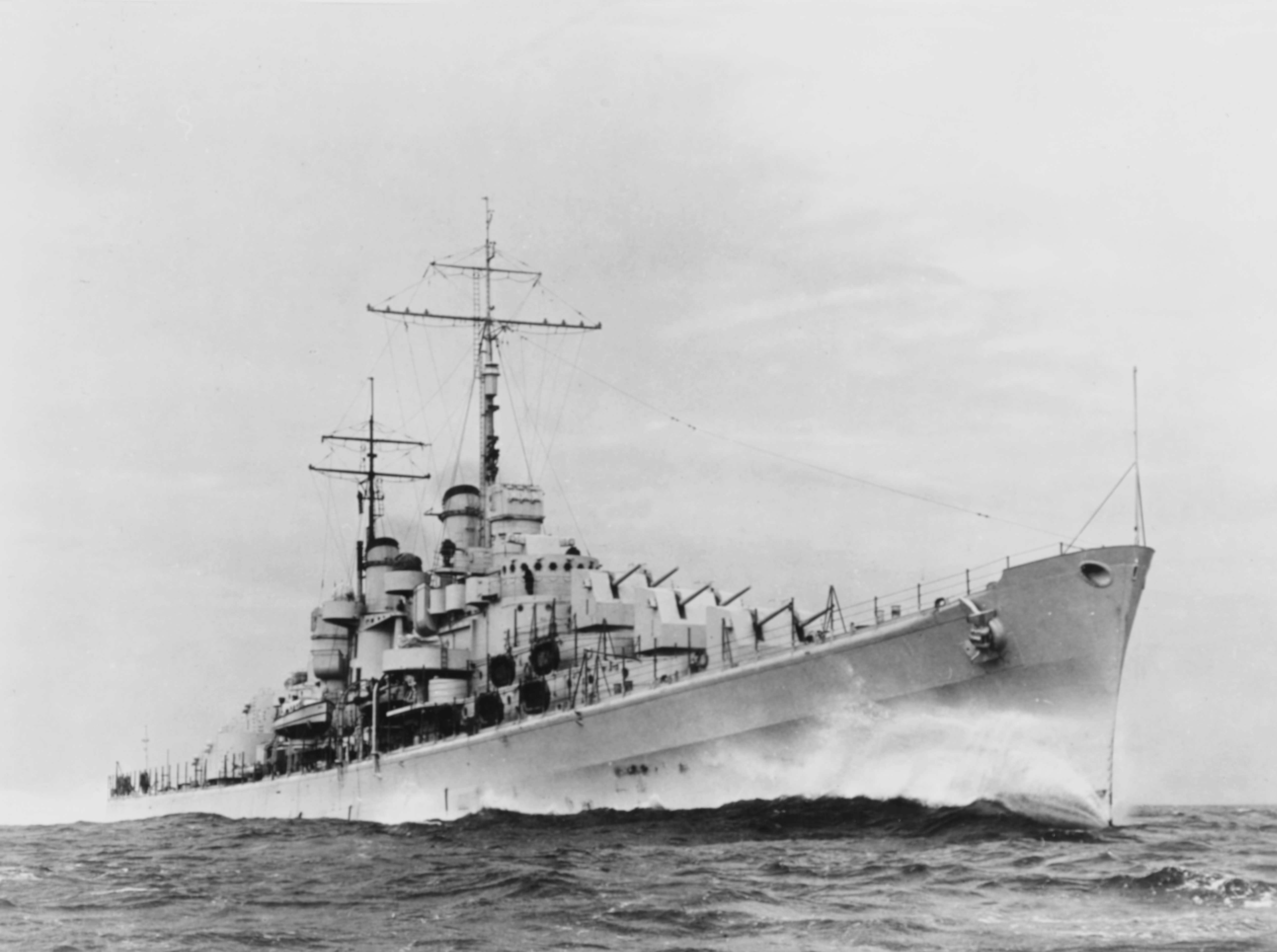
Lehký protiletadlový křižník USS Atlanta

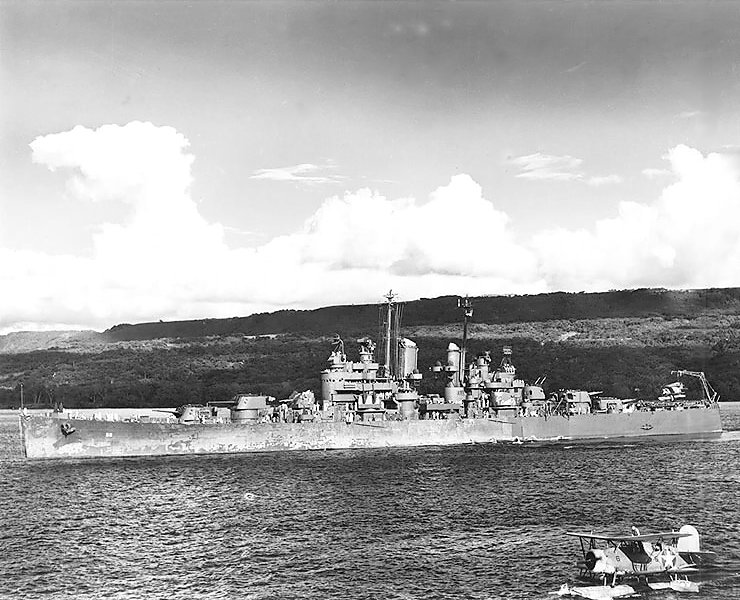
Lehký křižník třídy Cleveland, USS Montpelier, 1943

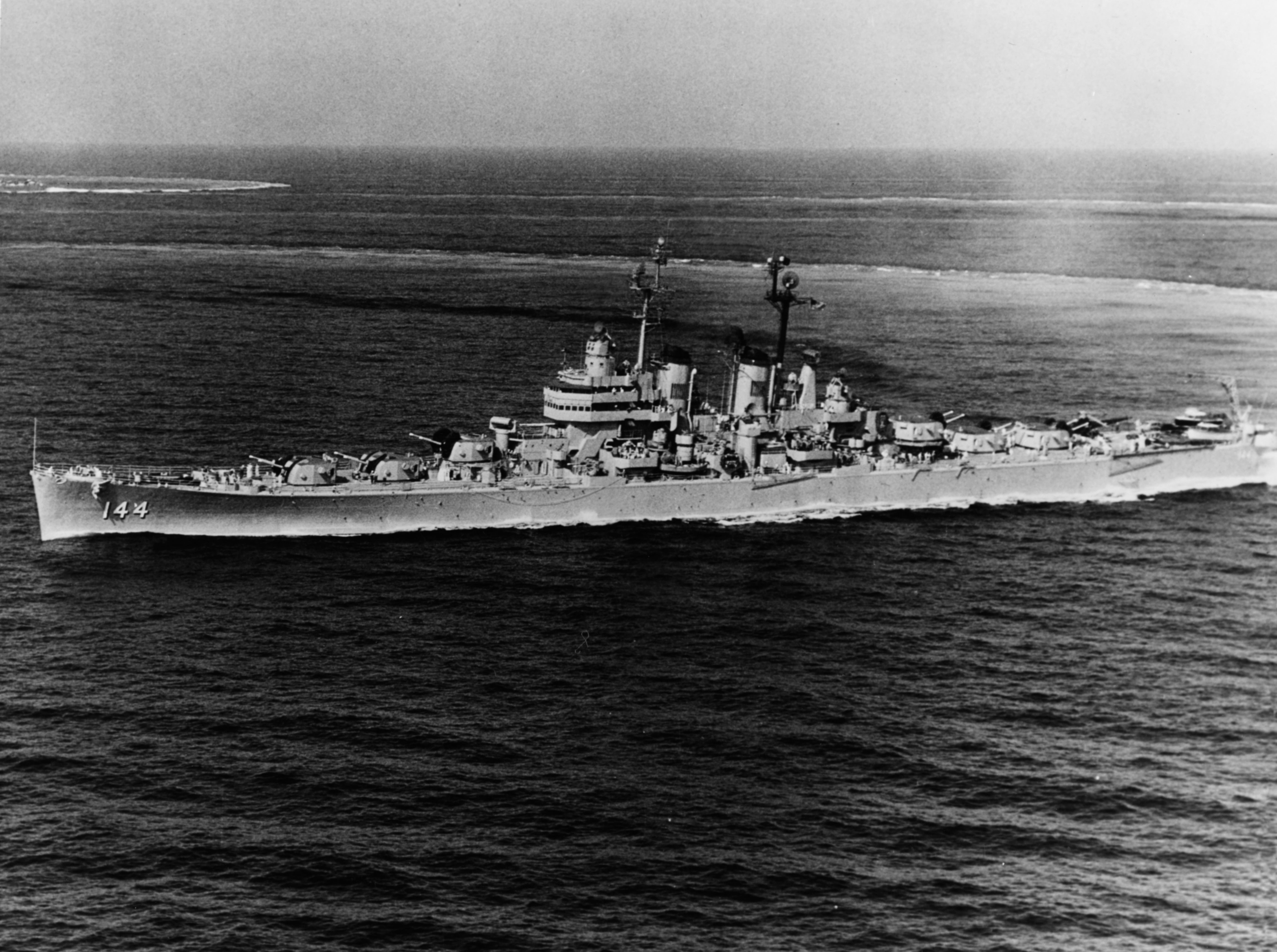
Lehký křižník USS Worchester v roce 1950

  - USS Amsterdam (CL-59) - lehká letadlová loď třídy Independence
  - USS Santa Fe (CL-60)
  - USS Tallahassee (CL-61) - lehká letadlová loď třídy Independence
  - USS Birmingham (CL-62)
  - USS Mobile (CL-63)
  - USS Vincennes (CL-64)
  - USS Pasadena (CL-65)
  - USS Springfield (CL-66) - později raketový křižník
  - USS Topeka (CL-67) - později raketový křižník
  - USS New Haven (CL-76) - lehká letadlová loď třídy Independence
  - USS Huntington (CL-77 - lehká letadlová loď třídy Independence
  - USS Dayton (CL-78) - lehká letadlová loď třídy Independence
  - USS Wilmington (CL-79) - lehká letadlová loď třídy Independence
  - USS Biloxi (CL-80)
  - USS Houston (CL-81)
  - USS Providence (CL-82) - později raketový křižník
  - USS Manchester (CL-83)
  - USS Buffalo (CL-84) - stavba zrušena v roce 1940
  - USS Fargo (CL-85) - lehká letadlová loď třídy Independence
  - USS Vicksburg (CL-86)
  - USS Duluth (CL-87)
  - USS Newark (CL-88) - stavba zrušena v roce 1940
  - USS Miami (CL-89)
  - USS Astoria (CL-90)
  - USS Oklahoma City (CL-91) - později raketový křižník
  - USS Little Rock (CL-92) - později raketový křižník
  - USS Galveston (CL-93) - později raketový křižník
  - USS Youngstown (CL-94) - stavba lodi byla zrušena když byla hotova z 50%
  - USS Buffalo (CL-99) - lehká letadlová loď třídy Independence
  - USS Newark (CL-100) - lehká letadlová loď třídy Independence
  - USS Amsterdam (CL-101)
  - USS Portsmouth (CL-102)
  - USS Wilkes-Barre (CL-103)
  - USS Atlanta (CL-104)
  - USS Dayton (CL-105)

- Třída Fargo
  - USS Fargo (CL-106)
  - USS Huntington (CL-107)
  - USS Newark (CL-108) - stavba lodi byla v srpnu 1945 zrušena, když byla z 68% hotova
  - USS New Haven (CL-109) - stavba byla zrušena
  - USS Buffalo (CL-110) - stavba zrušena v srpnu 1945
  - USS Wilmington (CL-111) - stavba byla zrušena v srpnu 1945
  - USS Vallejo (CL-112) - stavba zrušena v prosinci 1945
  - USS Helena (CL-113) - stavba byla zrušena v říjnu 1944
  - USS Roanoke (CL-114) - stavba byla zrušena v říjnu 1944
  - CL-115 - stavba byla zrušena
  - USS Tallahassee (CL-116) - stavba zrušena v srpnu 1945
  - USS Cheyenne (CL-117) - stavba zrušena v srpnu 1945
  - USS Chattanooga (CL-118) - stavba zrušena v srpnu 1945

- Třída Worcester
  - USS Worcester (CL-144)
  - USS Roanoke (CL-145)
  - USS Vallejo (CL-146) - stavba zrušena v prosinci 1945
  - USS Gary (CL-147) - stavba zrušena v srpnu 1945

## Těžké křižníky
- Třída Pensacola
  - USS Pensacola (CA-24)
  - USS Salt Lake City (CA-25)

- Třída Northampton
  - USS Northampton (CA-26)
  - USS Chester (CA-27)
  - USS Louisville (CA-28)
  - USS Chicago (CA-29)
  - USS Houston (CA-30)
  - USS Augusta (CA-31)

- Třída New Orleans
  - USS New Orleans (CA-32)
  - USS Astoria (CA-34)
  - USS Minneapolis (CA-36)
  - USS Tuscaloosa (CA-37)
  - USS San Francisco (CA-38)
  - USS Quincy (CA-39)
  - USS Vincennes (CA-44)

- Třída Portland
  - USS Portland (CA-33)
  - USS Indianapolis (CA-35)

- USS Wichita (CA-45)

- Třída Baltimore
  - USS Baltimore (CA-68)
  - USS Boston (CA-69)
  - USS Canberra (CA-70)
  - USS Quincy (CA-71)
  - USS Pittsburgh (CA-72)
  - USS St. Paul (CA-73)
  - USS Columbus (CA-74)
  - USS Helena (CA-75)
  - USS Bremerton (CA-130)
  - USS Fall River (CA-131)
  - USS Macon (CA-132)
  - USS Toledo (CA-133)
  - USS Los Angeles (CA-135)
  - USS Chicago (CA-136)

- Třída Oregon City
  - USS Oregon City (CA-122)
  - USS Albany (CA-123)
  - USS Rochester (CA-124)
  - USS Northampton (CA-125)

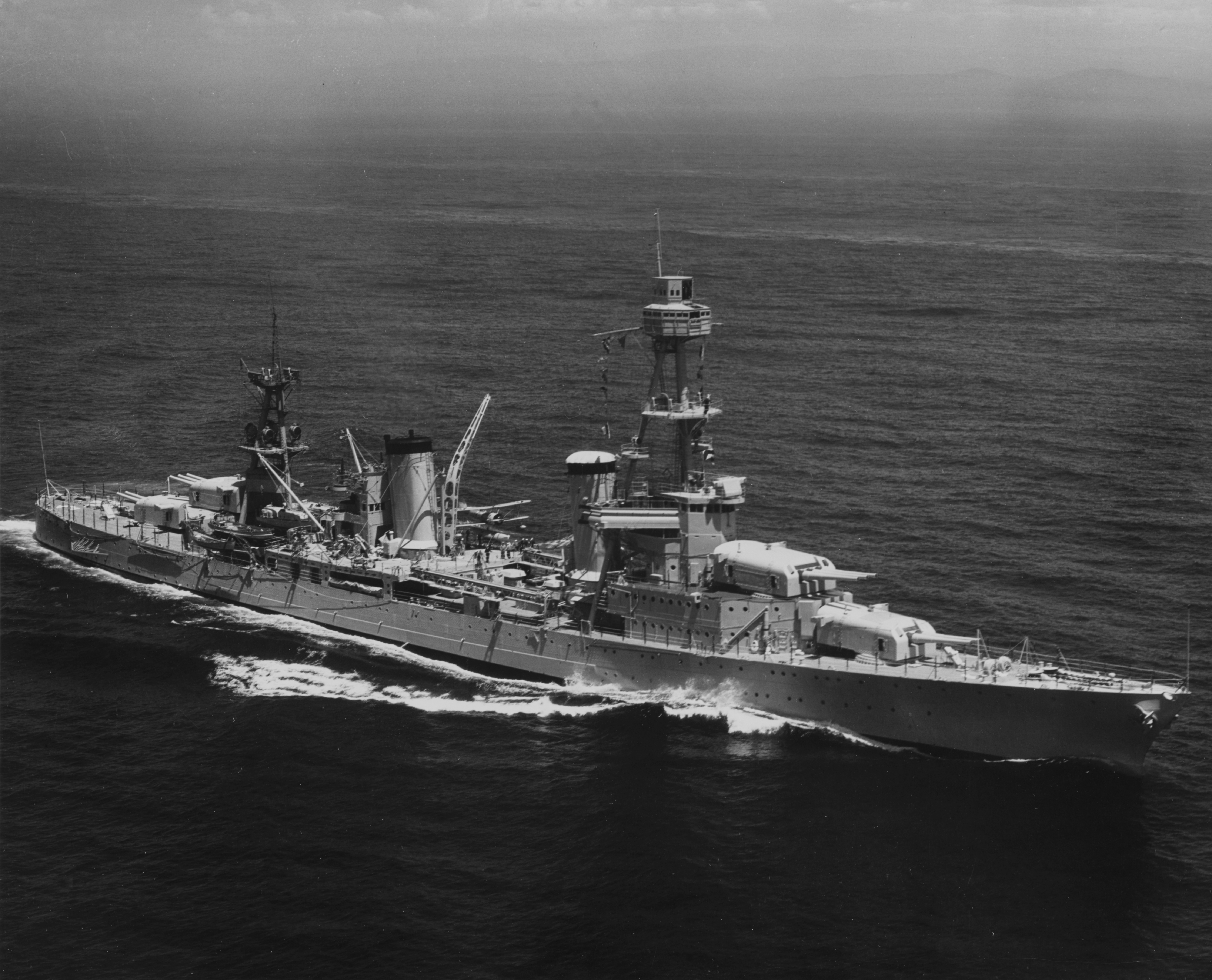
První americký těžký křižník USS Pensacola v roce 1935

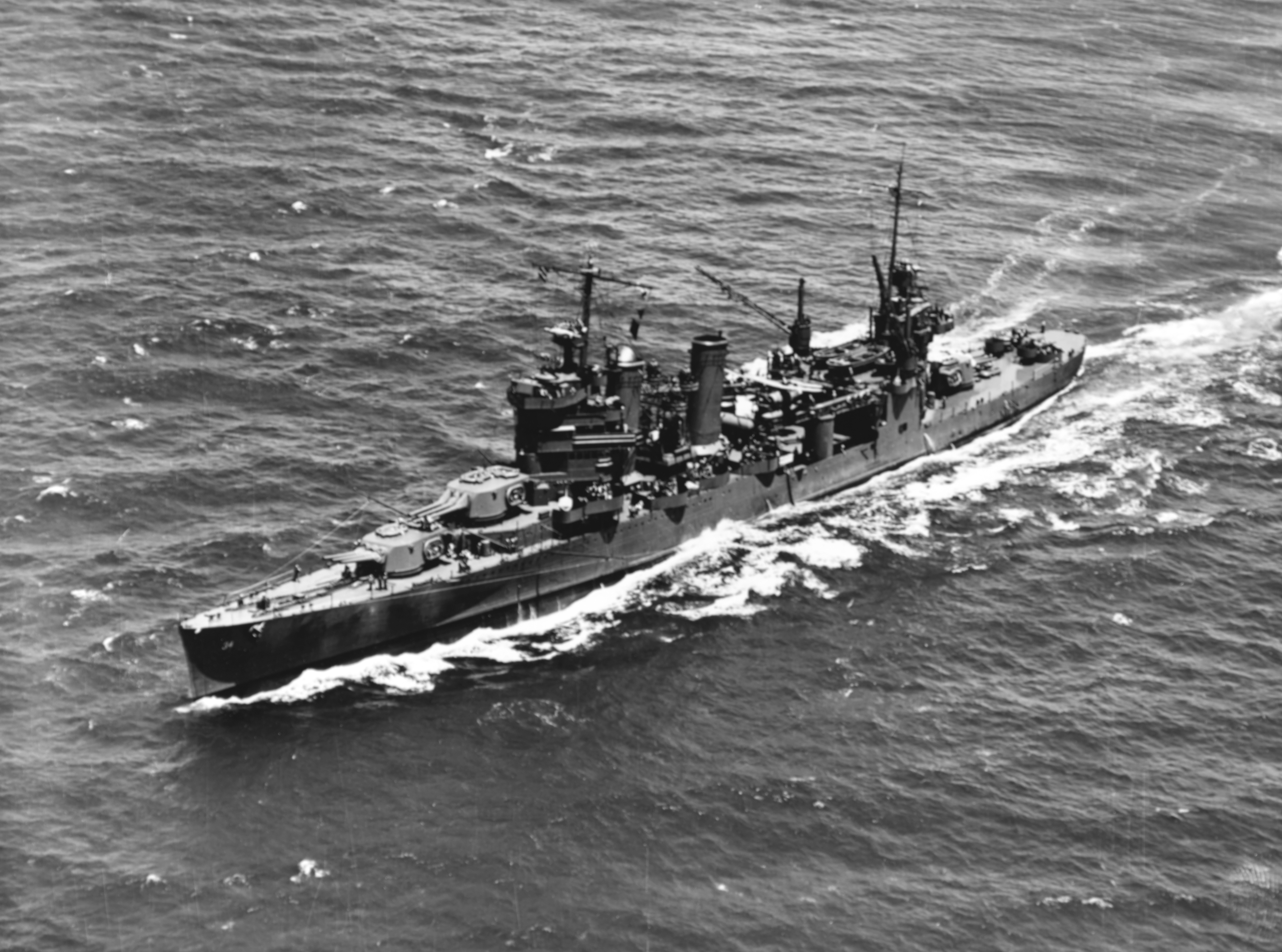
Těžký křižník USS Astoria, jedna z amerických těžkých lodí, potopených v bitvě u ostrova Savo

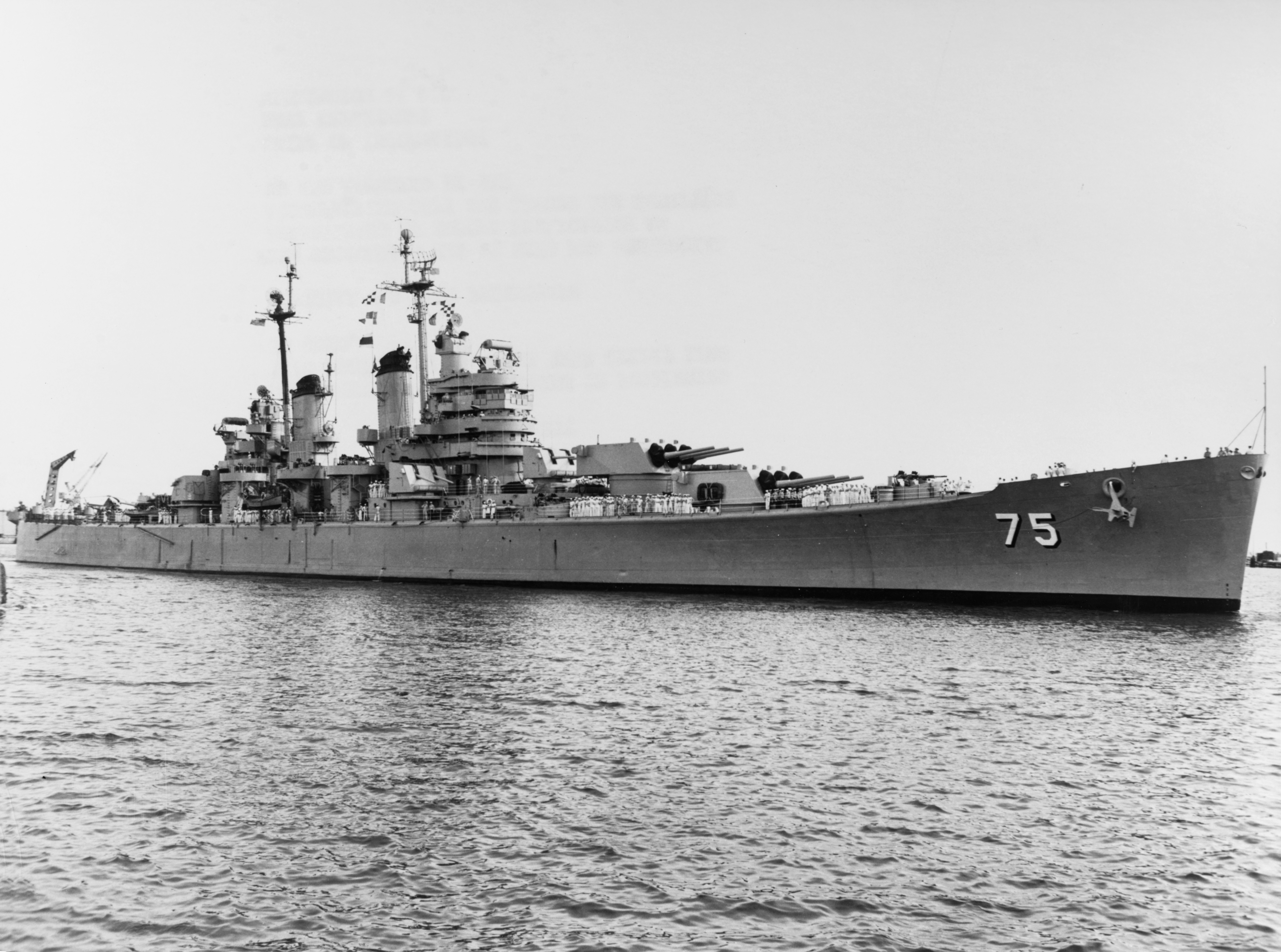
Těžký křižník třídy Baltimore, USS Helena v roce 1952

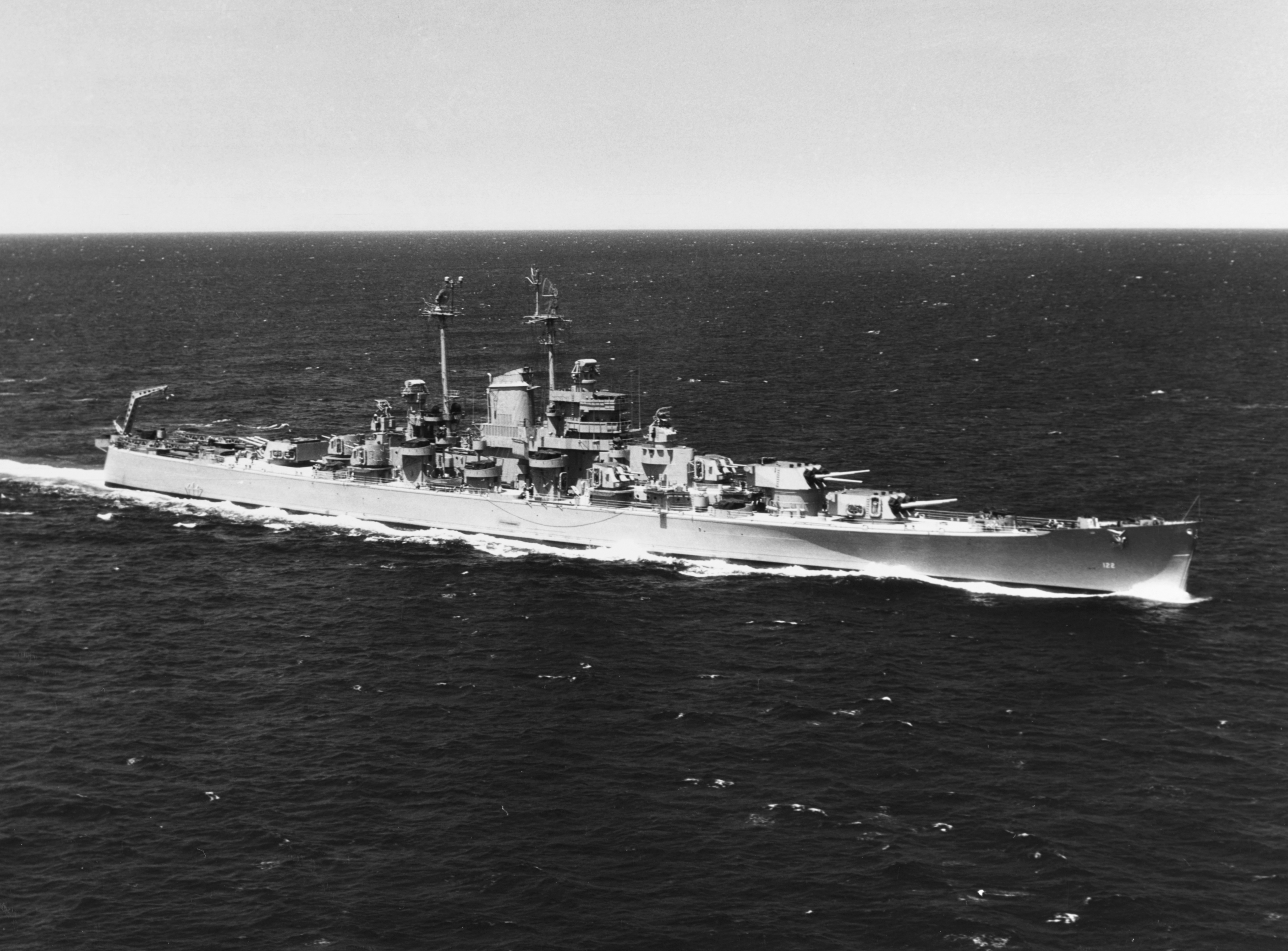
Těžký křižník USS Oregon City

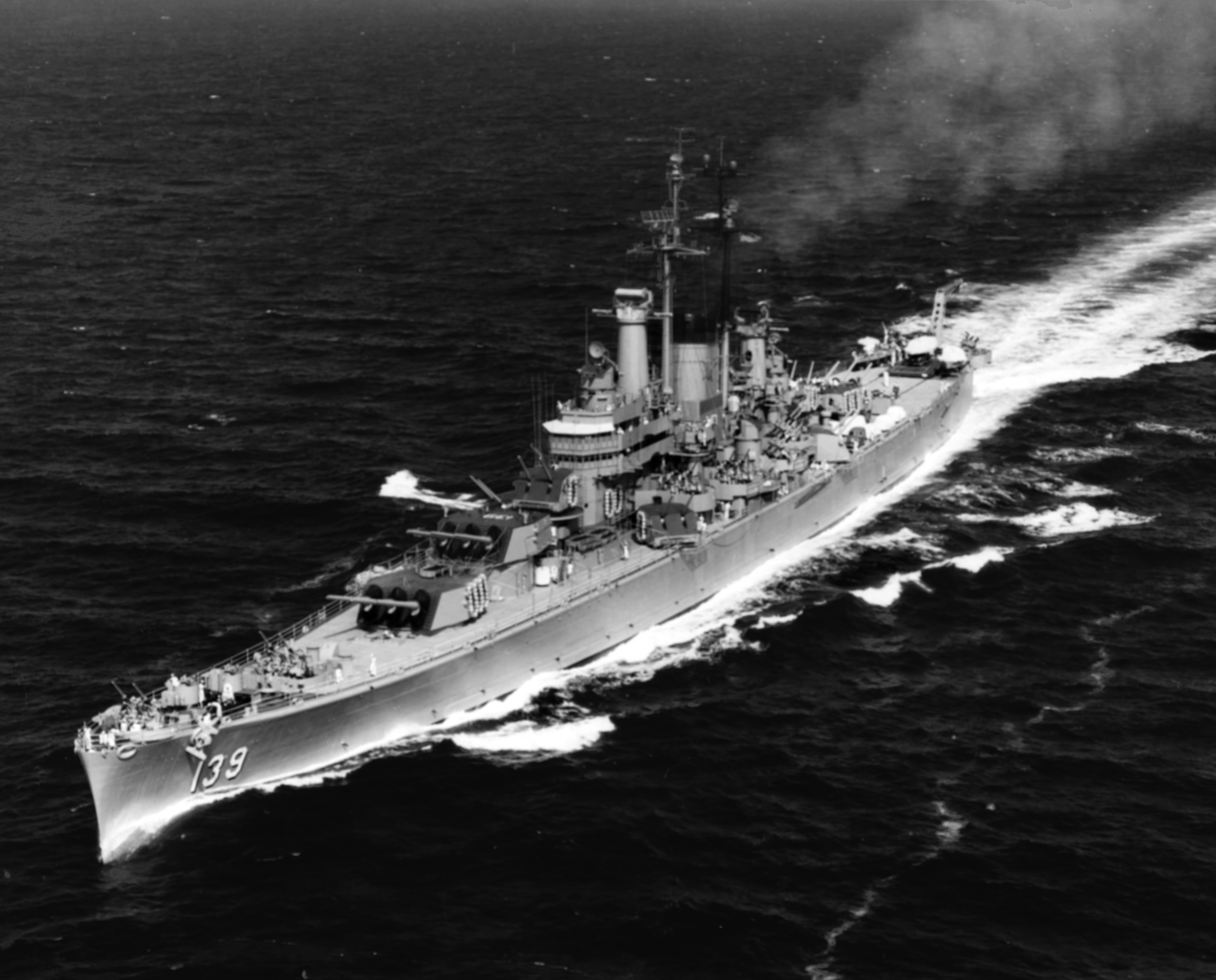
Těžký křižník USS Salem v roce 1952

  - USS Cambridge (CA-126) - stavba zrušena
  - USS Bridgeport (CA-127) - stavba zrušena
  - USS Kansas City (CA-128) - stavba zrušena
  - USS Tulsa (CA-129) - stavba zrušena
  - USS Norfolk (CA-137) - stavba zrušena
  - USS Scranton (CA-138) - stavba zrušena

- Třída Des Moines
  - USS Des Moines (CA-134)
  - USS Salem (CA-139)
  - USS Dallas (CA-140) - stavba zrušena
  - CA-141 - stavba zrušena
  - CA-142 - stavba zrušena
  - CA-143 - stavba zrušena
  - USS Newport News (CA-148)
  - USS Dallas (CA-150) - zrušeno před počátkem stavby

## Velitelské křižníky
- USS Northampton (CLC-1)

## Bitevní křižníky
- Třída Lexington

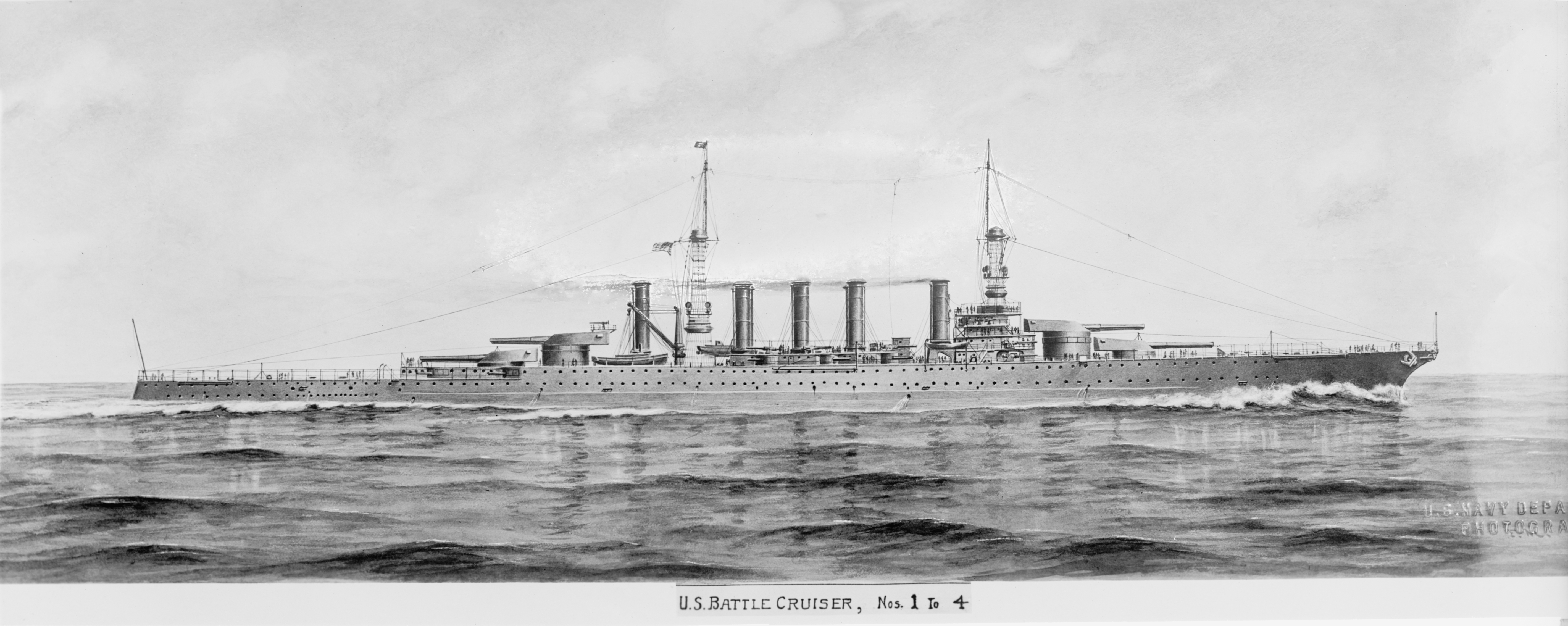
Ilustrace plavidla třídy Lexington

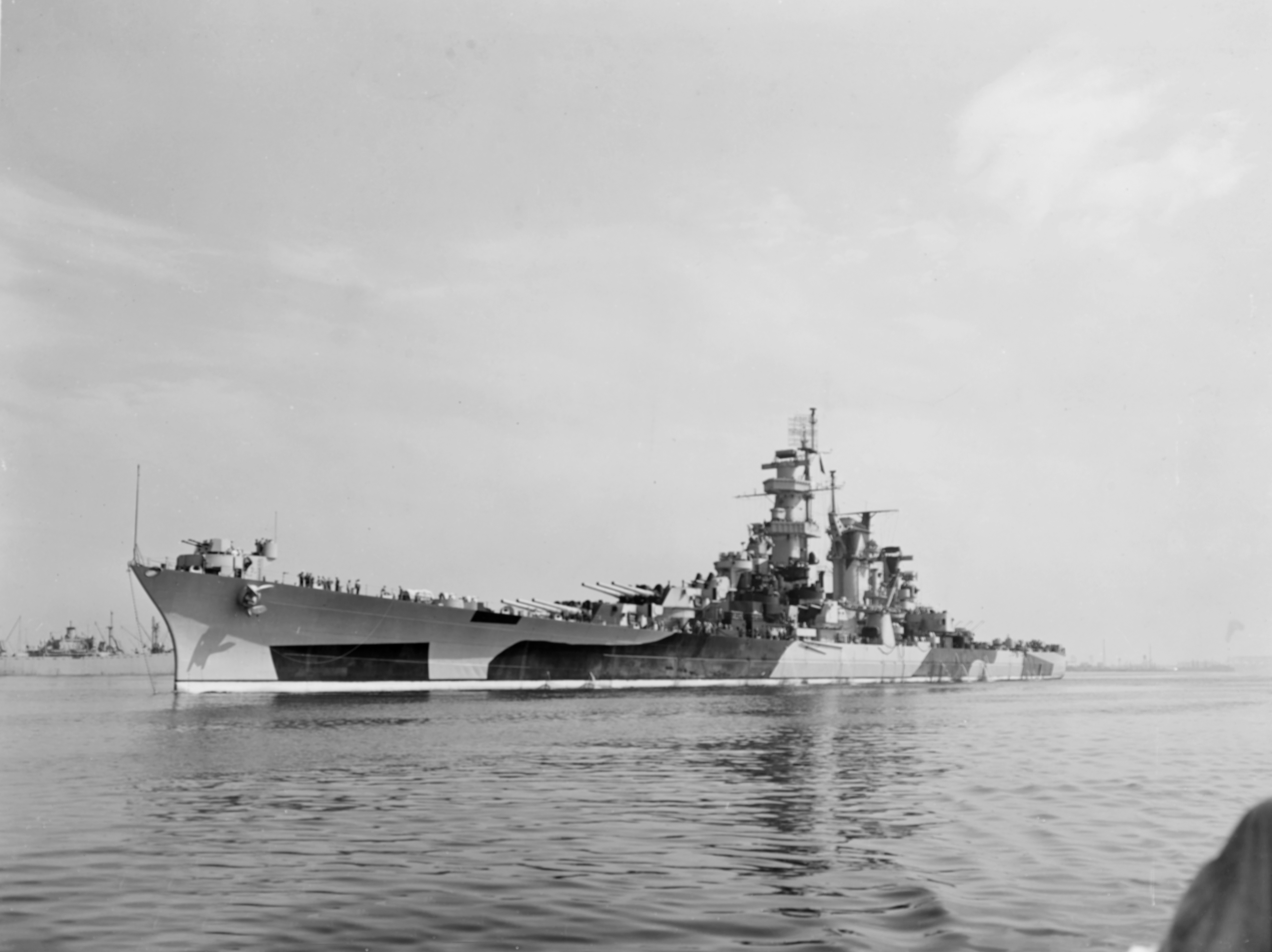
Bitevní křižník USS Alaska

  - USS Lexington (CC-1) - trup přestavěn na letadlovou loď
  - USS Constellation (CC-2) - stavba zrušena
  - USS Saratoga (CC-3) - trup přestavěn na letadlovou loď
  - USS Ranger (CC-4) - stavba zrušena
  - USS Constitution (CC-5) - stavba zrušena
  - USS United States (CC-6) - stavba zrušena

- Třída Alaska
  - USS Alaska (CB-1)
  - USS Guam (CB-2)
  - USS Hawaii (CB-3)
  - USS Philippines (CB-4)
  - USS Puerto Rico (CB-5)
  - USS Samoa (CB-6)

## Raketové křižníky
- Třída Boston
  - USS Boston (CAG-1)
  - USS Canberra (CAG-2)

- Třída Galveston
  - USS Galveston (CLG-3)
  - USS Little Rock (CLG/CG-4)
  - USS Oklahoma City (CLG/CG-5)

- Třída Providence
  - USS Providence (CLG/CG-6)
  - USS Springfield (CLG/CG-7)
  - USS Topeka (CLG-8)

- USS Long Beach (CGN-9)

- Třída Albany
  - USS Albany (CG-10)
  - USS Chicago (CG-11)
  - USS Columbus (CG-12)

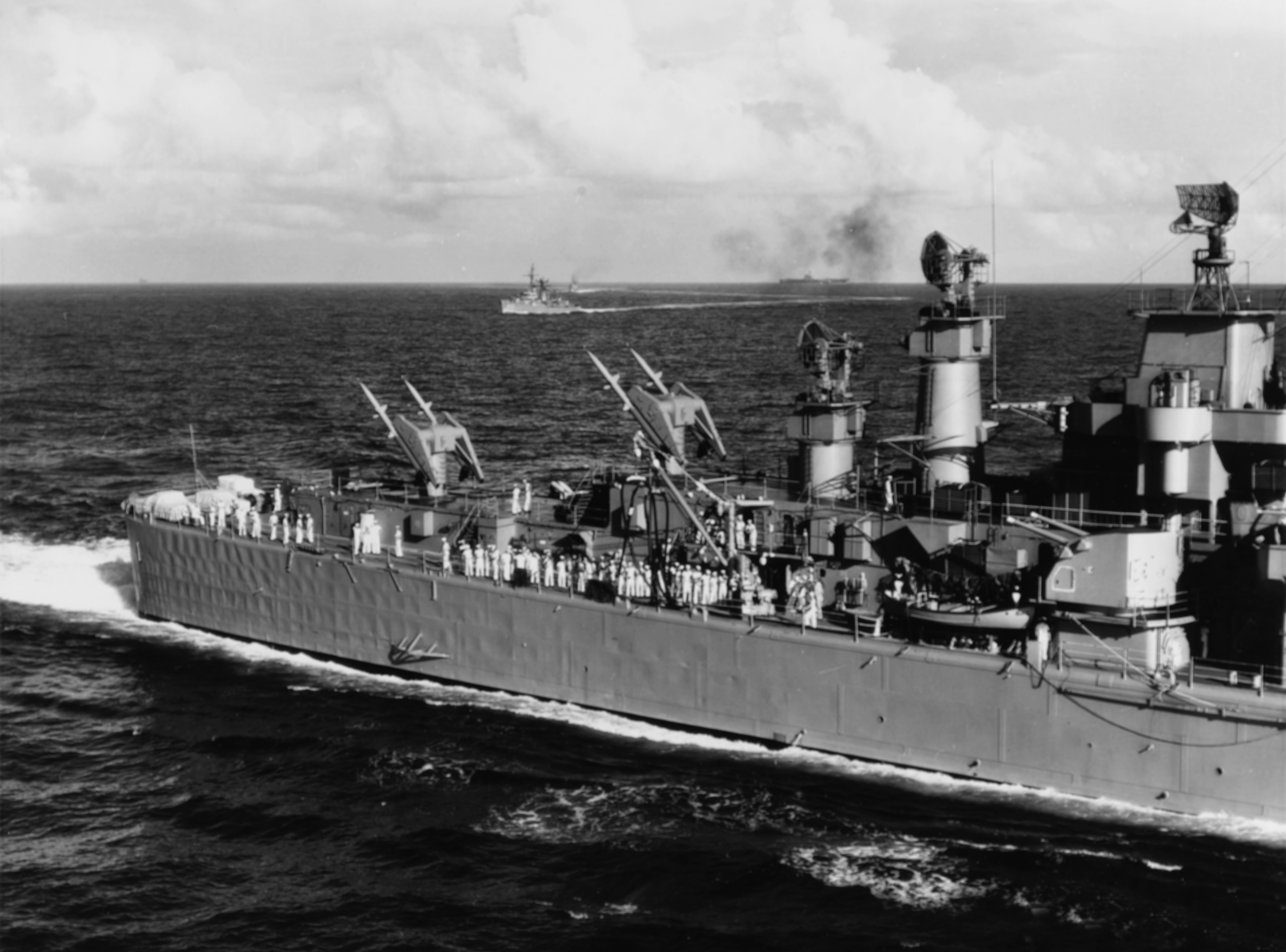
Střely Terrier křižníku USS Boston

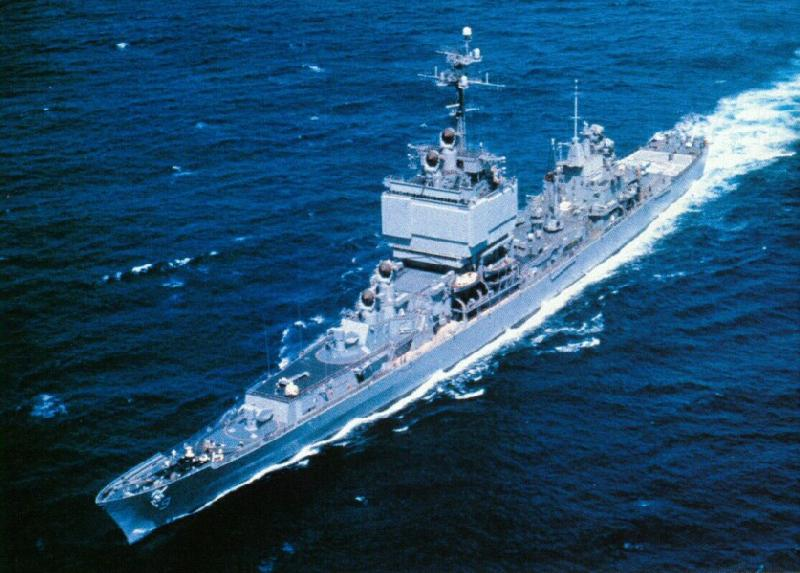
USS Long Beach

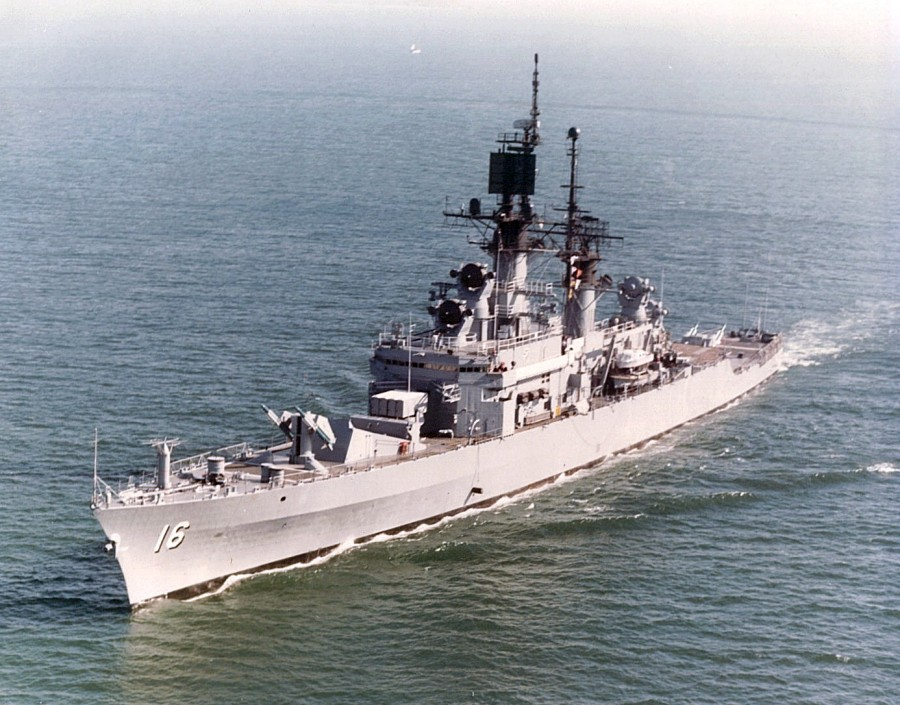
USS Leahy

  - USS Oregon City (CG-13) - přestavba zrušena
  - USS Fall River (CG-14) - přestavba zrušena

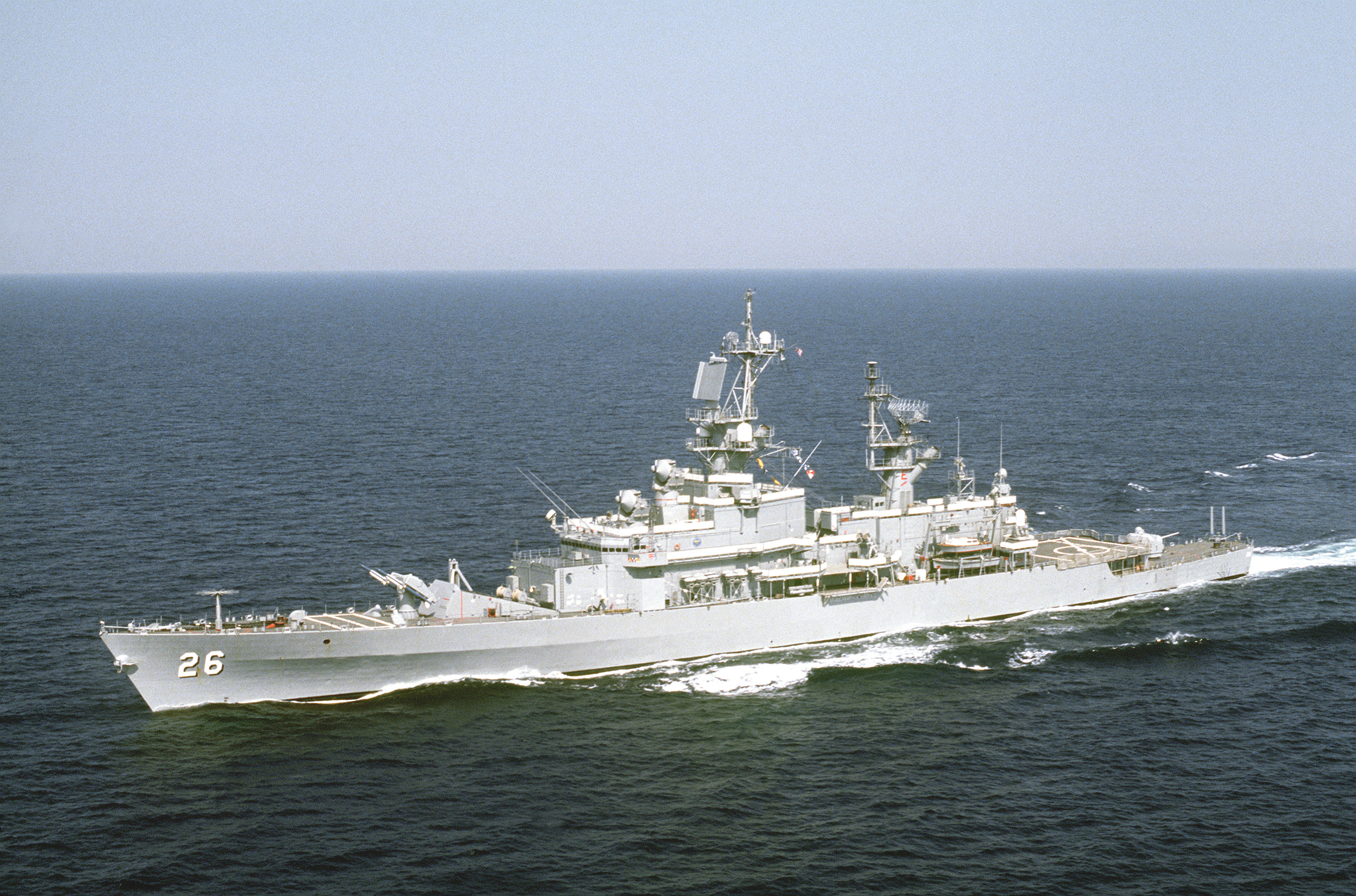
USS Belknap

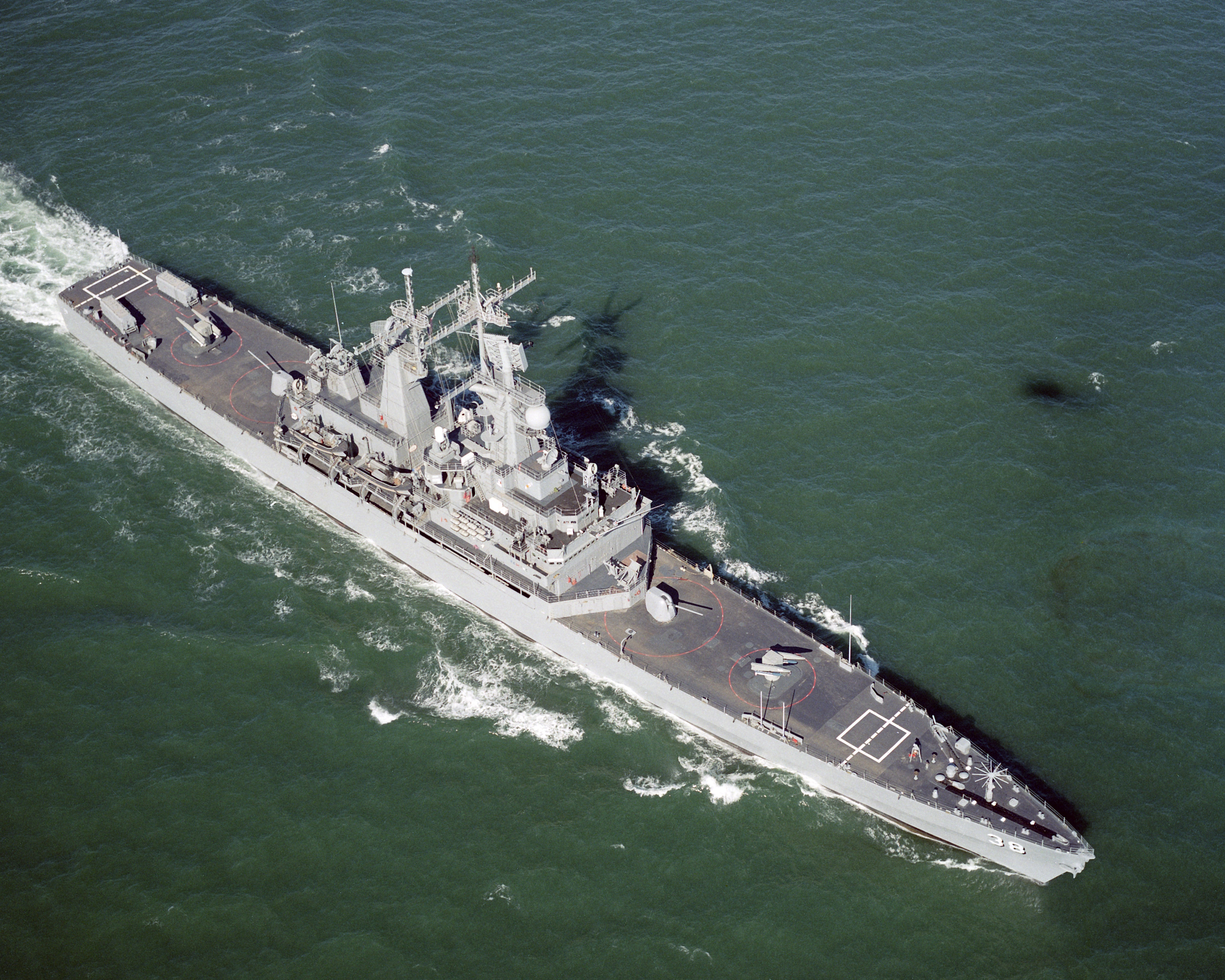
USS Virginia

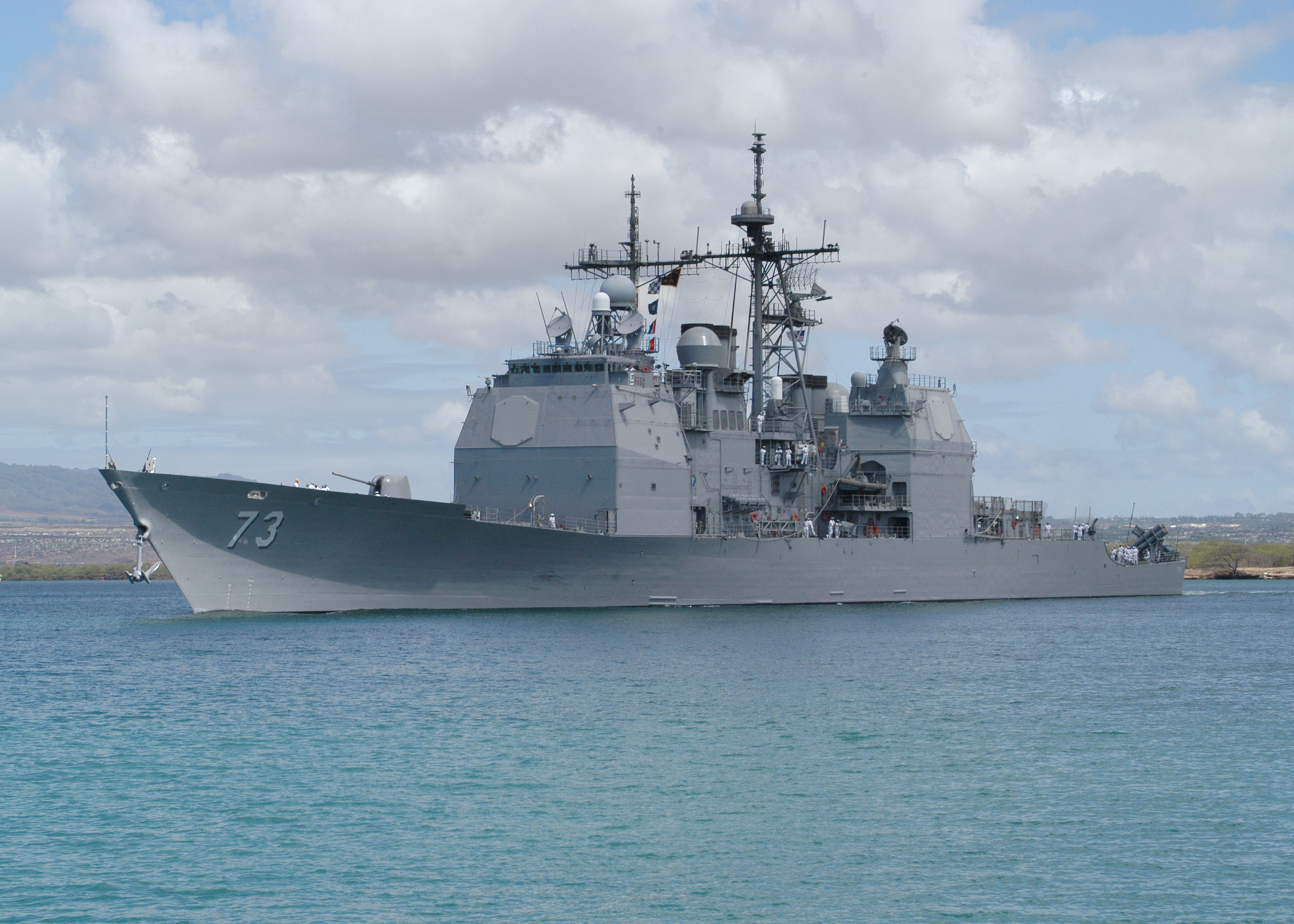
USS Ticondergoa

  - CG-15 - nepřiděleno

- Třída Leahy
  - USS Leahy (CG-16)
  - USS Harry E. Yarnell (CG-17)
  - USS Worden (CG-18)
  - USS Dale (CG-19)
  - USS Richmond K. Turner (CG-20)
  - USS Gridley (CG-21)
  - USS England (CG-22)
  - USS Halsey (CG-23)
  - USS Reeves (CG-24)

- USS Bainbridge (CGN-25)

- Třída Belknap
  - USS Belknap (CG-26)
  - USS Josephus Daniels (CG-27)
  - USS Wainwright (CG-28)
  - USS Jouett (CG-29)
  - USS Horne (CG-30)
  - USS Sterett (CG-31)
  - USS William H. Standley (CG-32)
  - USS Fox (CG-33)
  - USS Biddle (CG-34)

- USS Truxtun (CGN-35)

- Třída California
  - USS California (CGN-36)
  - USS South Carolina (CGN-37)

- Třída Virginia
  - USS Virginia (CGN-38)
  - USS Texas (CGN-39)
  - USS Mississippi (CGN-40)
  - USS Arkansas (CGN-41)

- Třída Ticonderoga
  - USS Ticonderoga (CG-47)
  - USS Yorktown (CG-48)
  - USS Vincennes (CG-49)
  - USS Valley Forge (CG-50)
  - USS Thomas S. Gates (CG-51)
  - USS Bunker Hill (CG-52)
  - USS Mobile Bay (CG-53)
  - USS Antietam (CG-54)
  - USS Leyte Gulf (CG-55)
  - USS San Jacinto (CG-56)
  - USS Lake Champlain (CG-57)
  - USS Philippine Sea (CG-58)
  - USS Princeton (CG-59)
  - USS Normandy (CG-60)
  - USS Monterey (CG-61)
  - USS Chancellorsville (CG-62)
  - USS Cowpens (CG-63)
  - USS Gettysburg (CG-64)
  - USS Chosin (CG-65)
  - USS Hué City (CG-66)
  - USS Shiloh (CG-67)
  - USS Anzio (CG-68)
  - USS Vicksburg (CG-69)
  - USS Lake Erie (CG-70)
  - USS Cape St. George (CG-71)
  - USS Vella Gulf (CG-72)
  - USS Port Royal (CG-73)